# Rocca di Belvedere
Die Rocca di Belvedere, auch Castello di Rusino oder Castello di Moragnano, ist die Ruine einer mittelalterlichen Höhenburg zwischen den Ortsteilen Rusino und Moragnano der Gemeinde Tizzano Val Parma in der italienischen Region Emilia-Romagna.

## Geschichte
Man nimmt an, dass im 11. Jahrhundert die Adelsfamilie Da Moragnano, die Vasallen der Obertenghis waren und ihr eigenes, historisches Lehen in ‚‘Nasseta‘‘ (heute Teil der Gemeinde Collagna) hatten, in der Gegend, in der die Burgruine steht, ihren Ursprung hatte.
Die Burg wurde vermutlich in den ersten Jahren des 15. Jahrhunderts im Auftrag von Ottobuono Terzi, dem Herrn von Tizzano, als befestigte Garnison über dem Enzatal errichtet.
1409, nach der Ermordung des Condottiere Terzi, wurde das Castello di Rusino vom Markgrafen Odoardo Pallavicino und sofort danach vom Markgrafen von Ferrara, Niccolò III. d’Este besetzt.
Nach dem Gebietstausch von Parma und Reggio nell’Emilia 1420 verlehnte der Herzog von Mailand, Filippo Maria Visconti, 1441 das Lehen Belvedere erneut an die Grafen Guido und Giberto Terzi.
Im Jahre 1447 betraute die Stadt Parma den Bürgermeister Antonio Caviceo direkt mit der Verwaltung des Gebietes, das aus den Ortsteilen Rusino, Moragnano, Vezzano, Groppizioso, Lalatta, Treviglio und Musiara bestand. Dennoch erhob der Herzog Francesco I. Sforza das Lehen in den Rang einer Grafschaft und verlehnte es erneut an die Terzis, denen die Einsetzung neun Jahre später bestätigt wurde.
1479 wurde die Burg vom Grafen von Caiazzo, Roberto Sanseverino d’Aragona, belagert, aber die Angreifer mussten aufgeben.
1518 wurde die Burg erneut belagert, dieses Mal von dem Banditen Domenico Amorotto aus Reggio nell’Emilia, der ebenfalls nicht zum Erfolg kam.
1666 war der Markgraf Scipione I. de’ Rossi, der wegen der Kosten der Wiederinbesitznahme der Grafschaft San Secondo überschuldet war, gezwungen, all seine apenninischen Burgen in seinem Besitz an die herzogliche Liegenschaftsverwaltung in Parma abzugeben. Das Lehen Belvedere wurde später den Grafen Camuti verlehnt. 1790 tauschte es der Graf Giuseppe Camuti gegen einige Gebiete in Ronchetti di San Secondo. Pietro Andrea Leggiadri Gallani übernahm Belvedere und behielt die Rechte daran bis 1805, als die Dekrete Napoleons sie im Herzogtum Parma und Piacenza aufhoben.
Zu Beginn des 20. Jahrhunderts waren von der alten Burg nur noch ein Turm und Ruinen geblieben, die strukturell verstärkt wurden. Die Innenräume wurden darüber hinaus vom Schutt befreit.

## Beschreibung
Von der alten Burg ist heute nur noch ein gekappter Turm erhalten, der Anfang des 20. Jahrhunderts teilweise restauriert wurde, wobei die einsturzgefährdeten Teile entfernt wurden.
Das massige Steingebäude mit quadratischem Grundriss ist durch kleine Schießscharten und eine schmale Eingangstüre mit Rundbogen gekennzeichnet, die durch ein Tor verschlossen ist.